# Wilsberg: Straße der Tränen
Straße der Tränen ist die 55. Folge der Fernsehfilmreihe Wilsberg. Der Film basiert auf der Wilsberg-Figur von Jürgen Kehrer. Die Erstausstrahlung erfolgte am 11. November 2017 im ZDF. Regie führte Dominic Müller, das Drehbuch schrieben Jürgen Kehrer und Sandra Lüpkes.

## Handlung
Die Schülerin Emelie Boll macht sich nach einem Discobesuch allein auf den Heimweg. Ekkehardt Talkötter, der zufällig mit dem Auto unterwegs ist, nimmt sie mit und setzt sie vor ihrem Elternhaus ab. Als Ekki am nächsten Tag seinen Freund, Privatdetektiv Georg Wilsberg, aufsucht, muss er dort im Radio hören, dass das Mädchen vermisst wird und ein Zeuge seinen roten Wagen gesehen hat. Da auch halb Münster die Vermisstenmeldung hört, dauert es nicht lange und Ekkis Auto wird erkannt. Damit beginnt eine Vorverurteilung und digitale Hetzjagd durch die Bevölkerung und die Internetgemeinde. Ekki versucht dem zu entgehen, indem er sich sofort der Polizei stellt, als er bemerkt, dass man ihn für den Täter hält. Es nützt ihm zwar, nun polizeilich nicht gesucht zu werden, doch die besorgten Bürger sehen in ihm weiter den Mann, der schon vor einigen Jahren genau an dieser Straße zwei Mädchen entführt und dann getötet hatte. Kommissarin Anna Springer versucht deshalb, die Polizeipsychologin zu dem aktuellen Fall hinzuzuziehen, die bereits in den beiden anderen Morden tätig geworden war. Doch Hiltrud Appeldorn verweigert die Zusammenarbeit, weil sie sich seit zwei Jahren von allem zurückgezogen habe, um ihren kranken Mann zu pflegen.
Emelies Eltern sind aufs Höchste besorgt, weil auch sie von den Entführungsfällen der Vergangenheit wissen. Eigentlich befindet sich ihre Ehe am Ende und sie sind gerade dabei, sich einvernehmlich zu trennen, wobei ihnen Alex Holtkamp anwaltlich behilflich sein soll. Somit erweitern sie gleich Alex' Kompetenzen, um sich vor der Presse vertreten zu lassen. Obwohl sie sich selbst nicht vor den Kameras zeigen wollen, kann Alex sie überzeugen, wenigstens einen Appell übers Internet zu senden. Dort sind nämlich bereits erste Lebenszeichen Emelies in Form kurzer Videos aufgetaucht.
Georg Wilsberg sieht nur eine Möglichkeit, die Treibjagd auf Ekki zu beenden, indem er hilft, den wahren Täter zu finden. Eine erste Möglichkeit sieht er darin, das Internet dafür zu nutzen, die besorgten Bürger bei der Suche nach Emelie mithelfen zu lassen. Alex nimmt die Aktion in die Hand und kann tatsächlich Freunde und Bekannte der Vermissten mobilisieren. Unter Wilsbergs Leitung durchkämmen sie den Wald auf der Suche nach Hinweisen. Wilsberg trifft dabei auf Hiltrud Appeldorn, die sich anscheinend für das Schicksal des Mädchens zu interessieren scheint. Um sie vielleicht doch zur Mitarbeit zu bewegen, sucht Wilsberg die Psychologin zu Hause auf. Dort erlebt er, wie sich die Frau um ihren an Demenz erkrankten und im Rollstuhl sitzenden Mann kümmert. Aus einer Mischung aus Mitleid und Interesse an Hiltrud Appeldorn lädt er sie abends ein. Dabei wird sie Zeugin, wie gerade einer der aufgebrachten Bürger Ekki mit dem Auto überfahren will. Kurzentschlossen steuert sie ihren Wagen gegen das herannahende Fahrzeug. Ekki wird gerettet, doch Appeldorn muss mit einem leichten Schädel-Hirn-Trauma in die Klinik gebracht werden. Wilsberg besucht sie sofort, und sie bittet ihn, sich um die Medikamentengabe für ihren Mann zu kümmern. Als er dies tut, hat er den Eindruck, dass Hein Appeldorn wesentlich aktiver ist, als es das letzte Mal den Anschein hatte.
Unter den Asservaten der beiden alten Fälle findet sich ein Schlüsselbund, der in der Nähe des Ablageortes der letzten Leiche gefunden wurde und von dem anzunehmen ist, dass einer der Schlüssel zum damaligen Raum gehört, in dem die Mädchen eingeschlossen waren. Julius von Bebber, ein Klassenkamerad von Emelie, IT-Experte, findet heraus, welche Firmen die passenden Schlosssysteme in den letzten Jahren benutzt haben. Nach Ausschluss aller weniger infrage kommenden Gebäude bleibt am Ende eine Autobahnbrücke in der Nähe von Münster übrig. Overbeck sieht dort sofort nach, kann Emelie im Hohlraum der Brücke aber nicht finden. Dafür ergeben sich jedoch eindeutige Hinweise, dass hier die beiden Mädchen festgehalten worden waren.
Nachdem Wilsberg den zweiten Schlüssel des Schlüsselbundes mit dem Haustürschlüssel der Appeldorns vergleicht, ist ihm klar, warum sich die Psychologin so plötzlich zurückgezogen hat: Sie will ihre Familie schützen, denn beide Schlüssel sind identisch. So gerät Appeldorns Sohn Markus unter Tatverdacht, was auch diesmal der Internetgemeinde nicht verborgen bleibt. Sofort beginnt eine Treibjagd auf den jungen Mann, der zufällig auch noch bei Emelies Eltern angestellt ist.
Wilsberg ermittelt aber nicht in diese Richtung, sondern recherchiert über Markus' Vater. Dieser hatte früher Autobahnen gebaut und arbeitete im Anfangsstadium seiner Krankheit als Taxifahrer. Eine regelmäßige Tour war dabei eine Diskothek, in der die beiden vorigen Opfer verkehrt hatten. Bei der Analyse der Medikamente, die Hiltrud Appeldorn ihrem Mann verabreicht, stellt sich heraus, dass diese bei Demenz absolut unüblich sind, weil sie das Krankheitsbild verschlechtern. Wilsberg ist damit klar, dass Appeldorn begonnen hatte, ihren Mann ruhig zu stellen, nachdem sie den Schlüsselbund bei der Polizei entdeckt hatte und feststellte, dass das von ihr selbst erstellte Täterprofil auf ihren eigenen Mann zutraf. Mit dem Verschwinden Emelies kann er jedoch nichts zu tun haben, sodass der Verdacht gegen Markus bestehen bleibt. Dieser beteuert zwar seine Unschuld, wird jedoch gnadenlos vom Internet-Mob bedroht. Als die Lage zu eskalieren droht, taucht plötzlich Emelie wohlbehalten wieder auf und erklärt, dass sie nur erreichen wollte, dass sich ihre Eltern einmal um sie Sorgen machen sollten. Niemand interessiere sich wirklich für sie; das habe sie mit ihrer Aktion ändern wollen.
Hein Appeldorn wird in ein Pflegeheim gebracht und seine Frau festgenommen. Auch Emelie muss sich am Ende wegen Vortäuschung einer Straftat verantworten.

## Hintergrund
Straße der Tränen enthält versteckte Hinweise auf Münsters ehemaligen Olympia-Reiter Hendrik Snoek. Snoek wurde 1976 Opfer einer Entführung und am Ende lebend in einem Hohlraum einer Autobahnbrücke der A45 im Sauerland gefunden. Eine Autobahnbrücke spielt auch in diesem Wilsberg eine Rolle, die allerdings so am Autobahnkreuz Münster-Süd nicht existiert.
Teile der Episode wurden an der Aggertalhöhle in Ründeroth, einem Stadtteil von Engelskirchen gedreht. Zu erkennen ist die Diskothek, die dort wirklich existiert, und das kleine Empfangsgebäude der Höhle, das für die Dreharbeiten zum „Clubheim“ umgeflaggt wurde.
Der Running Gag „Bielefeld“ erfolgt in dieser Folge in Minute 24, als Overbeck feststellt, dass Dustin diverse Vorstrafen hat und die JVA Bielefeld-Sennestadt nur auf Bewährung verlassen durfte.
Bei dem Musiktitel am Ende der Episode handelt es sich um Comfortably Numb von Dar Williams aus dem Jahr 2005.
Straße der Tränen erschien zusammen mit der Folge MünsterLeaks von Polarfilm auf DVD.

## Rezeption

### Einschaltquote
Bei der Erstausstrahlung von Straße der Tränen am 11. November 2017 im ZDF wurde der Film in Deutschland von insgesamt 7,16  Millionen Zuschauern gesehen und erreichte einen Marktanteil von 23,2 Prozent.

### Kritik
In der Frankfurter Neuen Presse schrieb Ulrich Feld: „Passend zum Titel verfügt der mittlerweile 55. Wilsberg-Krimi über einen sehr ernsthaften Erzählton und präsentiert sich von Regisseur Dominic Müller gekonnt auf Hochspannung getrimmt. Die Lösung [am Ende] überrascht, aber die auseinanderbrechende Ehe von Emilies Eltern liefert eine akzeptable Begründung.“
Tilmann P. Gangloff meinte bei tittelbach.tv: „Anders als die Mehrzahl der gut fünfzig bisherigen ‚Wilsberg‘-Episoden ist ‚Straße der Tränen‘ […] keine Krimikomödie, sondern fast ein Thriller. […] Roter Faden der Geschichte ist nicht zuletzt die Konfrontation zwischen analoger & digitaler Welt, was einige pädagogisch klingende Dialoge zur Folge hat.“
Die Redaktion des Stern kam zu dem Urteil: „Die Folge ‚Wilsberg: Straße der Tränen‘ […] kommt als pädagogischer Weltverbesserer daher und insgesamt ein wenig hölzern.“ „Die Geschichte um den Konflikt zwischen Offline- und Online-Welt verkommt […] unnötig zum Mahnstück. Kein Fan der sozialen Netzwerke wie Facebook, Twitter und Co. braucht den erhobenen Zeigefinger von Kommissarin Springer, wenn es um voreilige Verurteilungen geht. Die Geschichte hätte mit etwas mehr Spannung und besseren Dialogen zwischen den Hauptdarstellern […] großes Potenzial.“ „Alle Figuren aber leiden aber unter der unglaubwürdigen Umsetzung.“